# Револуционарни студентски покрет на Београдском универзитету
Револуционарни студентски покрет на Београдском универзитету је био студентски покрет, који се борио за побољшање материјалног положаја студената и очување аутономије универзитета. Настао је током двадесетих година ХХ века, а његова најјача активност је била током тридесетих година. Био је под снажним утицајем тада илегалне Комунистичке партије Југославије, и своју борбу је током година све више усмеравао против тадашњих власти Краљевине Југославије. Револуционарни студентски покрет деловао је на свим Универзитетима у Југославији, али је најјачи био на Београдском универзитету. Почетком Другог светског рата, већина чланова овог покрета се прикључила Народноослободилачком покрету Југославије, а многи од њих су погинули током рата. У историографији бивше СФРЈ, овај покрет назива се и Напредни студентски покрет.

## Историјат
На Београдском универзитету је у међуратном периоду постојала снажна политичка активност студената. То деловање је било условљено друштвено-политичким дешавањима у земљи и свету, условима на Универзитету, као и материјалним положајем студента. У почетку, током двадесетих година, оно је првенствено било усмерено на очување аутономије универзитета и побољшање материјалног положаја студента. Касније током времена примат над политичким деловањем студента, преузела је тада илегална Комунистичка партија Југославије (КПЈ), као и њена омладинска организација - Савез комунистичке омладине Југославије (СКОЈ). Тада борба студента све више почиње да прераста у отворену борбу против тадашњег владајућег режима Краљевине Југославије.
Активност студента Београдског универзитета нагло је оживела школске 1931/1932. године. Тада је дошло до оснивања стручних студентских удружења на свим факултетима, али и економско-здравствених и културно-спортских организација, као што су: Удружење студенткиња, Потпорно удружење студента, Студентска задруга „Самопомоћ“, Друштво студента против туберкулозе, Студентска менза, Академско позориште, Академско певачко друштво „Обилић“, Културно удружење „Село“, Студентски летовалишни савез, Студентски спортски савез и др. Њихова делатност била је усмерена на решавање горућих проблема студента, као што су здравствено стање и проблем исхране. Прве мензе основали су о одржавали сами студенти, као и неке спаваонице. Стручна удружења су културни и научни живот обогатила јавним предавањима, трибинама и другим активностима, а уз помоћ донација осниване су библиотеке.
Незадовољство студента изражавано је у штрајковима и демонстрацијама, које су у почетку биле усмерене само против лоших услова живота студента. Током времена КПЈ и СКОЈ су створили широку илегалну мрежу на Универзитету, преко које су све више узимали примат у штрајковима и демонстрацијама студената, а касније су организовали и спопствене демонстрације и штрајкове усмерене против власти. Касније су организовани скупови против фашизма, као и за републиканцима у Шпанији, за време грађанског рата.
Са овим студентским активностима, власт се обрачунавала силом - избацивањем са факултета, хапшењима и затварањима студената. Власт је такође, основала и подстицала рад „Организације националних студента“ (ОРНАС), која је била део „Организације југославенских националиста“ (ОРЈУНА), са жељом да парира револуционарном студентском покрету. Током шестојануарске диктатуре, од 1929. до 1932. године, започето је протеривање студента у родна места. Пошто је већина студента, који су припадали КПЈ и СКОЈ, након протеривања у родно место, тамо настављала са револиционарном активношћу, Влада Богољуба Јевтића је почетком 1935. године основала концентрациони логор у Вишеграду. У овај логор, први ове врсте у Југославији, упућивани су студенти комунисти. Штрајком студената, у којем је у сукобу с полицијом страдао студент Мирко Срзентић, као и притисцима јавности, овај логор је марта 1935. године укинут.
Пошто власт није одустајала од напора да угуши револуционарни студентски покрет, Влада Милана Стојадиновића се почетком 1936. године одлучила за увођење „студентске полиције“. Овај потез власти изазвао је штрајк, који је представљао врхунац борбе револуционарног студентског покрета и захватио је све Универзитете у Југославији. Првог дана штрајка, 4. априла у сукобу с члановима ОРНАС-а страдао је студент Жарко Мариновић, после чега је ова организација укинута. Овај догађај изазвао је бурну рекацију јавности, што је довело до одустајања власти од увођења „студентске полиције“, али и смене дотадашњег ректора Владимира Ћоровића.
Новоизабрани ректор, професор Правног факултета Драгослав Јовановић, признао је допринос студената у одбрани академских слобода и увео нове облике сарадње. Студенти су били више заступљени приликом утврђивања износа школарина и уписнина, приликом организовања наставе и испитних рокова. Тада је покренут и лист „Студент“. Током 1936. године дошло је до јачања и уједињења студентског покрета у Акционом одбору стручних студентских удружења (претеча данашњег Савеза студента Београда), као и другим удружењима. Активисти револуционарног студентског покрета су уочи Другог светског рата развили живу међународну сарадњу, као и везе са другим Универзитетима у Југославији. Због снаге, организације и активности студентског револуционарног покрета, који је био најјачи у Југославији, Београдски универзитет је тридесетих година називан и „црвени универзитет“.
Као главни организатори револуционарног студентског покрета на Београдском универзитету истицали су се студенти - Иво Лола Рибар, Вељко Влаховић, Милован Ђилас, Светозар Вукмановић, Страхил Пинџур, Милош Минић, Ђуро Стругар, Мирко Томић и др. Студенти Београдског универзитета активно су учествовали у организовању помоћи Шпанској републици, током грађанског рата, од 1936. до 1939. године. Око 40 студента се борило у редовима Интернационалних бригада у Шпанији, а половина њих је погинула. Многи студенти, пре свега активисти и руководиоци револуционарног студентског покрета, од 1941. године учествовали су у Народноослободилачком покрету, као борци и организатори устанка. Велики број је погинуо или страдао у логорима и затворима, а неки су проглашени за народне хероје Југославије. Међу народним херојима било је 208 студената и дипломираних студената Београдског универзитета.

### Дан студената
Дан студената Београдског универзитета празнује се 4. априла, у знак сећања на дан када је 1936. године, током студентског штрајка, у сукобу са припадницима „Организације националних студента“ (ОРНАС), погинуо студент права Жарко Мариновић. Штрајк током којег је он погинуо, био је врхунац борбе револуционарног студентског покрета и захватио је све универзитете у Југославији. Као резултат овог штрајка повучен је предлог власти о увођењу студентске полиције и смењен ректор Владимир Ћоровић.
Одлуку о установљењу 4. априла као Дана студента донело је Председништво Универзитетског одбора Савеза студената Београда, 2. априла 1959. године, у оквиру прославе четрдесетогодишњице СКЈ и СКОЈ-а. Дан студената је први пут прослављен 1960. године низом манифестација од 2. до 4. априла. Централна прослава тада је одржана на Коларчевом универзитету, а на Универзитету и факултетима организоване су манифестације, приредбе, разговори са учесницима предратних демонстрација; свечана поворка студената прошла је кроз град, који је за ту прилику био украшен; организовани су маскенбал, излети, спортска такмичења; изашао је свечани број листа „Студент“.
Приликом прославе Дана студента, 4. априла 1966. године, на згради Патолошког института Медицинског факултета, постављена је спомен-плоча Жарку Мариновићу, на којој пише: „4. априла 1936. у борби против ненародног режима пао је на овом месту студент права ЖАРКО МАРИНОВИЋ учесник највећег штрајка студената Београдског универзитета. Студенти Београда, 4. априла 1966“. Залагањем Универзитетског одбора Савеза студената Београда, посмртни остаци Жарка Мариновића, су 15. јуна 1972. године, пренети и сахрањену и Алеју заслужних грађана на Новом гробљу.

### Хронологија студентског покрета
У међуратном периоду, на Београдском универзитету је организовано 123 збора са око 100.000 учесника, 88 демонстрација са преко 40.000 учесника, 22 штрајка и рад је прекидан 13 пута у трајању од 93 дана. Притом је ухапшено око 2.600 студената, рањено око 200, убијено 4, двоје је умрло од последица рањавања, а 6 студената је нестало.
Хронологија важнијих догађаја везаних за Револуционарни студентски покрет Београдског универзитета, од 1931. до 1941. године:
- 1931. година
  - 6. новембар
    - Студенти Београдског универзита одржали су протестни збор против Владе Петра Живковића и потом кренули у протестну шетњу Кнез Михаиловом улицом, у којој је учествовало око 2.000 студената. Полиција је зауставила поворку, ухапсивши 13 и ранивши 6 студената.

  - 6. децембар
    - Избиле студентске демонстрације против Југословенског академског клуба и са захтевима универзитетским властима да оборе изборе за нову управу Фонда и Побратимства. Пред зградом Техничког факултета одржан је велики збор студената. Неколико дана касније, 12. децембра, одржане су нове демонстрације против Уредбе Министарства порсвете којом се укидала аутономија Универзитета.
- 1932. година
  - 15. јануар
    - На дан заседања Нове народне скупштине и Сената одржане велике студентеске демонстрације у Београду. Око стотину студената је било ухапшено, а Универзитет је био затворен на три дана.

  - 1. април
    - На Правном, Медицинском и Техничком факултету одржани су протестни зборови против доношења опште Уредбе о Универзитету, којом је била повређена његова аутономија, као и против хапшења и протеривања студената. Зборови су се претворили у демонстрације, због чега је Сенат Универзитета донео одлуку о десетодневној обустави рада Универзитета.
- 1933. година
  - 29. јануар
    - Одржани су избори за управу Студентског правничког удружења, на којима је највећи број гласова добила листа студента-марксиста, који су освојили сва места у управи.

  - 1. март
    - Студенти Београдског универзита организовали демонстрације против увођења школарина и такси. Тада је прихваћена Резолуција, коју су претодно усвојили студенти Загребачког универзитета о генералном штрајку.

  - новембар
    - На Београдском универзитету обновљен рад Савеза комунситичке омладине Југославије (СКОЈ).
- 1934. година
  - 21-22. мај
    - На Правном факултету одржан протестни збор поводом доношења Уредбе о студентским удружењима, којом се нарушавала аутономија универзитета. Полиција је пред зградом факултета претукла групу студената што је изазвало протесте и довело до студентских демонстрација. Сутрадан 22. мајa, на збору око 300 студента, окупљених у згради Правног факултета (данас зграда Филолошког факултета ), који је био под блокадом полиције, донет захтев да полиција одступи с Универзитета и да се дају гаранције да неће бити хапшења. Увече истог дана полиција упала на факултет и похапсила 142 студента.

  - јун
    - Формиран Акциони одбор стручних студенстких удружења.
- 1935. година
  - 1. фебруар
    - Приликом штрајка солидарности студената Београдског универзитета са заточеницима концентрационог логора у Вишеграду дошло до сукоба између студената и полиције, код зграде Правног факултета (данас зграда Филолошког факултета ). Том приликом је убијен студент права Мирко Срзентић (1912—1935), а неколико десетина студента ухапшено.

  - 11. децембар
    - Одржан општестудентски збор на коме је објављен дводневни штрајк, због све веће повреде аутономије Универзитета.
- 1936. година
  - 1. фебруар
    - Комеморација поводом годишњице смрти студента Мирка Срзентића на Београдском универзитету прерасла у збор против Владе Милана Стојадиновића. Полиција је растурила збор и похапсила организаторе.

  - 4. април
    - Првог дана генералног штрајка студената Београда, Загреба, Љубљане, Скопља и Суботице против фашизације земље и Владе Милана Стојадиновића, у сукобу студената-комуниста са члановима националистичке организације „Орнас“ у згради Медицинског факултета убијен студент права Жарко Мариновић (1911—1936).

  - 4. децембар
    - На Правном факултету, уз учешће око 2.000 студената одржан митинг за мир. На митингу је говорио Мирко Давичо. тада је био формиран Одбор студентских удружења за мир, који је обухватао 28 организација. За председника Одбора био је изабран Милош Минић.
- 1937. година
  - 15. март
    - Почео је да излази орган стручних, економских и културних студентских удружења Београдског универзитета лист „Студент“.

  - 8. јун
    - Велики број студената Београдског универзитета активно је учествовало у антифашистичким демонстрацијама у Београду, против доласка министра иностраних послова Трећег рајха Константина фон Нојрата у посету Југославију.

  - 5. децембар
    - Одржан антифашистички збор студената Београдског универзитета, ком је присуствовало око 4.000 студената.
- 1938. година
  - фебруар
    - Основана организација Уједињена студентска омладина, која је била под снажним утицајем револуцинарног студентског покрета и КПЈ.

  - 17. март
    - Одржан митинг студента Београдског универзитета поводом „аншлуса“ Аустрије и фашистичке опасности за Југославију. Са митинга је упућен позив студентима Загребачког универзитета да заједно пруају отпор фашистичкој агресији.

  - 19-22. мај
    - Одржан вишедневни штрајк студената Београдског универзитета против полицијског насиља, које је извршено 17. и 18. маја приликом претреса и хапшења студената Техничког факултета. За време трајања штрајка руководства Уједињене студентске омладине издало неколико прогласа - „Како полиција мучи студенте“ и „Шта је са ухапшеним студентима“

  - 25. мај
    - Студенти Правног факултета у Суботици ступили у једнодневни штрајк солидарности са студентима Београдског универзитета.
- 1939. година
  - 30. јануар
    - Одржан митинг студената Београдског универзитета, ком је присуствовало око 2.000 студената, посвећен одлукама Њујоршког омладинског конгреса за мир. У Резолуцији са митинга захтевала се активна помоћ жртвама рата у Шпанији, одбрана жртава расних и антисемитских прогона.

  - 22. април
    - На Правном факултету одржана Академија омладине из 23 омладинске организације, удружења и секција, посвећена улози омладине у одбрани земље. На Академији је говорио Иво Лола Рибар.

  - 14. децембар
    - Одржане велике радничко-студентске демонстрације у Београду, са учешћем око 50.000 људи. Полиција је у жељи да растури демонстрације, употребила силу и отпочела сукобе с демонстрантима. Најжешћи сукоби између демонстраната и полиције одиграли су се у Приштинској улици (данас Улица Цара Николаја, а једно време улица 14. децембра), код Правног факултета, код Техничког факултета и у Александровој улици (данас Булевар Краља Александра, а једно време Булевар револуције). Током демонстрација страдало је 10 лица, од чега 8 студената, међу којим су: Мирко Луковић, студент медицине, Рајко Лалић, столарски радник, Босиљка Боса Милићевић, студент више комерцијалне школе, Живадин Седлан, студент технике и др.
- 1940. година
  - 8. септембар
    - Велики број студената Београдског универзитета учествовао у излету радничке и средњошколске омладине и грађана у Кошутњаку. Излету је присуствовало око 5.000 људи. Полиција је напала излетнике и убила преко десет учесника.
- 1941. година
  - 26-27. март
    - Студенти Београдског универзитета активно су учествовали у демонстрацијама против приступања Краљевине Југославије Тројном пакту и подршке Војном пучу.

## Спомен-обележја
После завршетка Другог светског рата и ослобођења Југославије, нове власти су се са посебном пажњом односиле према учешћу студената Београдског универзитета у револуционарном покрету и Народноослободилачкој борби. Прослављани су јубилеји револуционарне прошлости Универзитета, постављане су спомен-плоче и бисте студената револуционара, страдалих пре и током рата, пре свега народних хероја. Њихова имена давана су студентским домовима, културно-уметничким друштвима и студентским радним бригадама, које су учествовале на Омладинским радним акцијама.
Академско културно-уметничко друштво основано децембра 1945. године, иницијативом Вељка Влаховића, 1948. године добило је име „Бранко Крсмановић“, а друштво основано у Студентском граду 1954. године названо је „Жикица Јовановић Шпанац“.
- Студентски домови

Крајем марта 1946. године, тадашњи студентски домови су добили нова имена - Дом за студенте „Дом Њ. В. краља Александра I“ у Булевару Револуције (данас Булевар краља Александра) назван је „Иво Лола Рибар“ (2004. године враћен стари назив дому), а дом за студенткиње „Краљица Марија“ у улици 27. марта, добио је име „Вера Благојевић“ (касније је изграђен још један нови дом који је такође понео име Вере Благојевић, па се ти домови данас називају „Вера 1“ и „Вера 2“). Априла 1946. године у згради задужбине Луке Ћеловића Требињца, на углу Карађорђеве и Загребачке улице, основан је студентски дом који је назван „Милован Ђилас“ (овом дому је касније промењен назив у „14. децембар“). Током 1946. године основан је и дом за студенте Пољопривредно-шумарског факултета у Земуну који је добио име „Рифат Бурџовић-Тршо“ (овај дом је касније затворен, а 1959. године студентском дому на Звездари, изграђеном 1948. године, дато је име „Рифат Бурџовић“).
Новоизграђени студентски домови, такође су добијали имена по народним херојима, бившим студентима, као и значајним догађајима везаним за студентски покрет - дом на Вождовцу, основан 1954. године, добио је име „Мика Митровић“; дом на Звездари, основан 1964. године, добио је име „Слободан Пенезић Крцун“; дом на Вождовцу, основан 1965. године, добио је име „4. април“; а дом у Земуну, основан 1978. године, добио је име „Жарко Мариновић“. Априла 1975. године, највећи студентски дом у земљи – Студентски град на Новом Београду, добио је име по Вељку Влаховићу.
- Спомен-плоче и бисте

Приликом прославе 100-годишњице рођења Светозара Марковића, септембра 1946. године, у дворишту Капетан-Мишиног здања откривена је биста Светозара Марковића (каснија премештена у двориште Универзитетске библиотеке), а Универзитетска библиотека је добила име „Светозар Марковић“ и у њој је постављена спомен-плоча. У зградама Природно-математичког факултета, Медицинског факултета и Техничког факултета, 29. новембра 1949. године постављене су спомен-плоче са именима студената погинулим у рату и народних хероја, са подацима о години рођења и смрти и партијским и војним функцијама пре и током рата. Савета Универзитета је 24. новембра 1951. године, донео одлука да се „физичка сала“ у згради Филозофског факултета назове „Сала народних хероја“ и у њој је постављено 28 медаљона са ликовима истакнутих студената палих у Народноослобдилачкој борби.
У оквиру прославе „четрдесетогодишњице СКЈ и СКОЈ“ постављено је неколико биста и спомен-плоча руководиоцима студентског покрета. Бисте су постављене на Правном факултету Ђоки Ковачевићу, на Природно-математичком факултету Мирку Срзентићу, на Шумарском факултету Момчилу Поповићу, на Вишој педагошкој школи Вељку Дугошевићу, у дому „Вера 1“ Вери Благојевић и у дому на Звездари Рифату Бурџовићу. Спомен-плоче са именима погинулих студената подигнуте су на Шумарском, Ветеринарском и Пољопривредном факултету, а народном хероју Божидару Димитријевићу на Грађевинском факултету. Године 1970. на улазу у дом „Вера 1“ постављена је спомен-плоча станаркама дома које су погинуле у рату, 1978. године у дому „Мика Митровић“ постављена је и спомен-плоча испод бисте, а октобра 1983. у холу нове зграде Машинског факултета постављена је спомен-плоча са именима студената машинства и електромашинства који су погинули у НОБ-у.

## Истакнути чланови и руководиоци студентског покрета

### Руководиоци студентског покрета
- Влада Аксентијевић (1916—1942), студент Високе техничке школе, од 1935. године. Члан КПЈ. Био секретар Акционог одбора стручних студентских удружења. Учесник Народноослободилачке борбе. Обешен 27. марта 1942. године. Народни херој.
- Гојко Бједов (1913—1937), студент Пољопривредно-шумарског факултета, од 1933. године. Био председник Удружења студената агрономије и председник Студентске мензе. Учесник шпанског грђанског рата. Погинуо 24. августа 1937. године.
- Данило Бојовић (1910—1943), студент Правног факултета, од 1929. године. Члан КПЈ. Био је управе студентског правничког удружења и члан Акционог одбора стручних студентских удрушења. Учесник Народноослободилачке борбе. Погинуо 3. марта 1943. године. Народни херој.
- Рифат Бурџовић (1913—1942), студент Правног факултета, од 1933. године. Члан КПЈ. Био је секретар Универзитетског комитета КПЈ, организатор Удружења студената из Санџака „Златар“ и члан делегације Народних студената Београдског универзитета на Првом конгресу Уједињене омладине Југославије. Учесник Народноослободилачке борбе. Убијен 2. октобра 1942. године. Народни херој.
- Махмут Бушатлија (1914—1941), студент Правног факултета, од 1933. године. Члан КПЈ. Био члан Управе Удружења босанскохерцеговачких студената „Петар Кочић“ и члан руководства Универзитетског комитета КПЈ. Учесник Народноослободилачке борбе. Умро октобра 1941. године. Народни херој.
- Вељко Влаховић (1914—1975), студент Техничког факултета од 1933. године. Члан КПЈ. Био је председник Акционог одбора стручних студентских удружења и један од организатора револуционарног студентског покрета. Учесник шпанског грђанског рата и Народноослободилачке борбе. После ослобођења био друштвено-политички радник и члан ЦК СКЈ. Јунак социјалистичког рада и Народни херој.
- Светозар Вукмановић (1912—2000), студент Правног факултета, од 1931. до 1935. године. Члан КПЈ. Био је члан Акционог одбора студентског правничког друштва. Учесник Народноослободилачке борбе. После ослобођења био друштвено-политички радник и члан ЦК СКЈ. Народни херој.
- Милован Ђилас (1911—1995), студент Филозофског факултета, од 1929. и Правног факултета, од 1932. године. Члан КПЈ. Због револуционарног рада више пута искључиван с факултета, а 1933. године осуђен на пет година робије. Учесник Народноослободилачке борбе. После ослобођења био друштвено-политички радник и члан ЦК КПЈ, до 1954. године.
- Кузман Јосифовски (1915—1944), студент Правног факултета, од 1933. године. Члан КПЈ. Био је члан управе Удружења македонских студената „Вардар“. Учесник Народноослободилачке борбе. Убијен 25. фебруара 1944. године. Народни херој.
- Ђоко Ковачевић (1913—1937), студент Правног факултета, од 1932. године. Члан КПЈ. Био је секретар Универзитетског комитета КПЈ. Учесник шпанског грђанског рата. Погинуо 28. августа 1938. године.
- Милош Минић (1914—2003), студент Правног факултета, од 1933. године. Члан КПЈ. Био је председник Опште студентске мензе, секретар Потпорног удружења студената, члан Акционог одбора стручних студентских удружења, руководилац студентске „Самопомоћи“ и члан Универзитетског комитета КПЈ. Учесник Народноослободилачке борбе. После ослобођења био друштвено-политички радник и члан ЦК СКЈ. Народни херој.
- Војин Николић (1914—1999), студент Техничког факултета од 1933. године. Члан КПЈ. Био је председник Акционог одбора студената Београдског универзитета, члан и секретара комитета на Техничком факултету и члан и секретара Универзитетског комитета КПЈ током 1938. и 1939. године. Учесник Народноослободилачке борбе. После ослобођења био генерал-пуковник ЈНА и друштвено-политички радник. Народни херој.
- Страхил Пинџур (19154—1943), студент Правног факултета, од 1933. године. Члан КПЈ. Био је члан Акционог одбора студентског правничког друштва и оснивач Удружења македонских студената „Вардар“. Учесник Народноослободилачке борбе. Убијен 4. јануара 1943. године. Народни херој.
- Драгица Правица (1919—1942), студент студент Филозофског факултета, од 1938. године. Била је члан омладинске секције удружења „Неретва“, културно-уметничке групе студентског удружења „Петар Кочић“ и члан Акционог одбора стручних студентских удружења. Учесник Народноослободилачке борбе. Стрељана 27. јуна 1943. године. Народни херој.
- Слободан Принцип (1914—1942), студент Техничког факултета, од 1933. године. Члан КПЈ. Био председник Удружења босанскохерцеговачких студената „Петар Кочић“. Учесник Народноослободилачке борбе. Умро маја 1942. године. Народни херој.
- Добривоје Радосављевић Боби (1915—1984), студент Пољопривредно-шумарског факултета, од 1933. године. Члан КПЈ. Био је секретар Универзитетског комитета СКОЈ-а. Учесник Народноослободилачке борбе. После ослобођења био друштвено-политички радник и члан ЦК СКЈ. Народни херој.
- Иво Лола Рибар (1916—1943), студент Правног факултета, од 1935. до 1939. и студент Филозофског факултета, од 1940. године. Био је руководилац револуционарног студентског покрета и делегат у међународном студентском покрету. Члан ЦК КПЈ и секретар ЦК СКОЈ-а. Учесник Народноослободилачке борбе. Погинуо 27. новембра 1943. године. Народни херој.
- Петар Стамболић (1912—2007), студент Пољопривредно-шумарског факултета, од 1931. године. Члан КПЈ. Био је члан Универзитетског комитета КПЈ и члан Акционог одбора стручних студентских удружења. Учесник Народноослободилачке борбе. После ослобођења био друштвено-политички радник и члан ЦК СКЈ. Народни херој.
- Ђуро Стругар (1912—1941), студент Правног факултета, од 1932. до 1937. године. Члан КПЈ. Био је члан привременог партијског руководства Универзитетског комитета КПЈ. Учесник Народноослободилачке борбе. Стрељан септембра 1941. године. Народни херој.
- Мирко Томић (1904—1943), студент Правног факултета, од 1929. до 1938. године. Члан КПЈ. Био је председник студентске задруге „Самопомоћ“ и члан Управе студентског правничког удружења. Учесник Народноослободилачке борбе. Убијен 17. јануара 1943. године. Народни херој.

### Истакнути чланови студентског покрета
| - Олга Алкалај, студент Правног факултета. - Мирко Арсенијевић, студент Филозофског факултета, народни херој. - Крсто Бајић, студент Филозофског факултета, народни херој. - Митар Бакић, студент Правног факултета, народни херој. - Марко Балетић, студент Медицинског факултета, народни херој. - Вера Благојевић, студент Медицинског факултета, народни херој. - Саша Божовић, студент Медицинског факултета. - Павле Горанин Илија, студент Правног факултета, народни херој. - Бранко Делетић, студент Правног факултета, народни херој. - Жикица Јовановић Шпанац, студент Филозофског факултета, народни херој. - Јосиф Јосифовски, студент Правног факултета, народни херој. - Богдан Капелан, студент Правног факултета, народи херој. - Осман Карабеговић, студент Медицинског факултета, народни херој. - Војо Ковачевић, студент Техничког факултета, народни херој. - Милинко Кушић, студент Правног и Филозофског факултета, народни херој. - Радојка Лакић, студент Филозофског факултета, народни херој. - Данило Лекић, студент Правног факултета, народни херој. - Душан Ломпар, студент Правног факултета. - Марија Ломпар, студент Медицинског факултета. - Соња Маринковић, студент Пољопривредно-шумарског факултета, народни херој. - Венијамин Маринковић, студент Филозофског факултета. - Жарко Мариновић, студент Правног факултета. | - Мијат Машковић, студент Правног факултета. - Мика Митровић, студент Медицинског факултета. - Митра Митровић, студент Филозофског факултета. - Ратко Митровић, студент Правног факултета, народни херој. - Вељко Мићуновић, студент Правног факултета, народни херој. - Славка Морић, студент Медицинског факултета. - Иванка Муачевић-Николиш, студент Медицинског факултета. - Радисав Раја Недељковић, студент Правног факултета, народни херој. - Драган Павловић Шиља, студент Техничког факултета, народни херој. - Ратко Павловић Ћићко, студент Правног факултета, народни херој. - Слободан Пенезић Крцун, студент Пољопривредно-шумарског факултета, народни херој. - Владимир Перић, студент Високе економско-комерцијалне школе. - Пуниша Перовић, студент Правног факултета, народни херој. - Божидар Петровић, студент Правног факултета. - Бранко Пешић, студент Правног факултета. - Милева Лула Планојевић, студент Филозофског факултета. - Миро Попара, студент Правног факултета, народни херој. - Миладин Поповић, студент Правног факултета, народни херој. - Момчило Поповић, студент Пољопривредно-шумарског факултета и Правног факултета, народни херој. - Јованка Радаковић, студент Филозофског факултета. - Бајо Секулић, студент Правног факултета, народни херој. - Мирко Срзентић, студент Правног факултета. - Будо Томовић, студент Правног факултета, народни херој. - Олга Хумо, студент Филозофског факултета. - Чедомир Чупић, студент Правног факултета, народни херој. |